# Victor Lupan
Victor Lupan (în franceză Victor Loupan, în rusă Виктор Николаевич Лупан; n. 3 aprilie 1954, Cernăuți, RSS Ucraineană, URSS – d. 22 ianuarie 2022, Paris, Franța) a fost un jurnalist, scriitor, editor și regizor de filme documentare moldovean-francez. A fost redactorul-șef al revistei Русская мысль („Gândirea rusă”).

## Biografie
Victor Lupan s-a născut în Cernăuți. Familia sa s-a mutat la Chișinău în 1958, unde tatăl său, Nicolae Lupan, a devenit primul redactor-șef al televiziunii moldovenești. Victor a învățat la școala nr. 1 din Chișinău și a studiat la Facultatea de Limba Franceză a Universității din Chișinău.
În 1974, familia sa a emigrat în Belgia, iar în 1979 Victor a absolvit Institutul de Teatru și Film din Bruxelles. După aceea, s-a mutat în Statele Unite ale Americii, unde a predat la Universitatea din Louisiana⁠(d) și a finalizat cursuri de regie la American Film Institute din Los Angeles.
În 1985 s-a mutat în Franța, unde a realizat patru filme documentare și a lucrat ca jurnalist pentru Le Figaro Magazine între 1986 și 2001. De asemenea, a fost editor și director de editură în Franța și a fondat mai multe instituții media. El a fost realizatorul și animatorul emisiunilor „Lumina Ortodoxiei” și „Cultura Club” la Radio Notre-Dame.
Victor Lupan vorbea fluent limbile română, rusă, engleză și franceză.
Victor Lupan a predat analiza filmelor la École Georges Méliès⁠(d) din Orly, una dintre cele mai importante instituții de învățământ din Franța, în domeniul filmului.
Viictor Lupan a scris mai multe cărți despre istoria Rusiei și a comunismului, precum și o carte controversată despre revoluția română din 1989: La revolution n'a pas eu lieu. Roumanie: l'histoire d'un coup d'Etat (Revoluția nu a avut loc. România: istoria unei lovituri de stat). Conform lui Lupan, Revoluția a fost confiscată de un grup de foști comuniști, conduși de Ion Iliescu, care au preluat abuziv puterea, susținând că este, „fără îndoială, una dintre cele mai extraordinare manipulări mediatice ale acestui secol”.

## Activitate religioasă
Lupan a fost un susținător al restaurării unității canonice a Bisericii Ortodoxe Ruse cu eparhiile din Europa de Vest și SUA și a fost membru al Consiliului Patriarhal pentru Cultură din 2010.

## Deces
Victor Lupan a murit pe 22 ianuarie 2022, la Paris, la vârsta de 67 de ani.